# 1508年
| 千纪： | 2千纪 |
| 世纪： | 15世纪 \| 16世纪 \| 17世纪                                                                                 |
| 年代： | 1470年代 \| 1480年代 \| 1490年代 \| 1500年代 \| 1510年代 \| 1520年代 \| 1530年代                           |
| 年份： | 1503年 \| 1504年 \| 1505年 \| 1506年 \| 1507年 \| 1508年 \| 1509年 \| 1510年 \| 1511年 \| 1512年 \| 1513年 |
| 纪年： | 戊辰年（龙年）；明正德三年；越南端慶四年；日本永正五年                                                     |

## 大事记
- 2月：
  - 教宗儒略二世授予馬克西米利安一世神聖羅馬帝國皇帝稱號，自此羅馬人民的國王當選後即成為神聖羅馬帝國皇帝，無須去羅馬接受教宗加冕。
  - 教宗儒略二世為了遏制威尼斯共和國對義大利北部的影響，連同神圣罗马皇帝馬克西米利安一世、法國國王路易十二和阿拉贡的斐迪南二世建立康布雷联盟，康布雷同盟战争爆发。

- 西班牙殖民者征服古巴。
- 足利義材在大內義興支持下回歸京城，回任征夷大將軍（第十二任），廢去足利義澄。
- 王陽明位於現貴陽市修文縣，龍場悟道處，創立知行合一學說。
- 12月29日：葡萄牙海軍將領阿尔布克尔克在叛逃軍官的攻擊下，被迫放棄正在施工中的奧爾穆茲城堡，撤離荷姆茲返回索科特拉島。

## 出生
- 松永久秀，日本戰國武將，大名。（1577年逝世）

## 逝世
- 5月27日——盧多維科·斯福爾扎，米蘭公爵，斯福爾紮家族成員，弗朗切斯科·斯福爾紮一世之子，在洛什城堡的監獄中去世。